# Hordaland
Hordaland je okrug u zapadnoj Norveškoj.

## Zemljopis
Graniči s okruzima Sogn og Fjordane, Buskerud, Telemark i Rogaland. Središte okruga je grad Bergen.

## Stanovništvo
Hordaland je treći po broju stanovnika okrug u Norveškoj, prema podacima iz 2008. godine u njemu živi 483.600 stanovnika, dok je gustoća naseljenosti 31 stan./km²

## Općine
Hordaland je podjeljen na 33 općine:
| Općine u okrugu Hordaland | Općine u okrugu Hordaland | Općine u okrugu Hordaland |
| --- | --- | ------------------------- |
| Općina | |                           |
| 1. Askøy 2. Austevoll 3. Austrheim 4. Bergen 5. Bømlo 6. Eidfjord 7. Etne 8. Fedje 9. Fitjar 10. Fjell 11. Fusa 12. Granvin 13. Jondal 14. Kvam 15. Kvinnherad 16. Lindås 17. Masfjorden | 1. Meland 2. Modalen 3. Odda 4. Os 5. Osterøy 6. Øygarden 7. Radøy 8. Samnanger 9. Stord 10. Sund 11. Sveio 12. Tysnes 13. Ullensvang 14. Ulvik 15. Vaksdal 16. Voss |                           |

## Vanjske poveznice
- Službena stranica Hordaland  Arhivirana inačica izvorne stranice od 5. veljače 2005. (Wayback Machine)